# Viva el perreo
Viva el perreo es el cuarto álbum de estudio del dúo de reguetón puertorriqueño Jowell & Randy. Fue publicado el 6 de agosto de 2020 a través del sello Rimas Entertainment. Cuenta con las colaboraciones de J Balvin, De la Ghetto, Don Omar, entre otros. Con la publicación del álbum, declararon el día viernes 7 de agosto como “Día Internacional del Perreo”.

## Antecedentes
El proceso de producción se venía gestando desde 2015, originalmente titulado Viva la Música. Varios inconvenientes hicieron postergar la publicación del álbum, un mixtape publicado en 2016 titulado La alcaldía del perreo compilaba canciones inéditas, como «Un poquito na' mas» con Tego Calderón. Canciones promocionales como «Bonita» con J Balvin fueron presentadas originalmente como parte de su anticipado álbum.

## Producción
En noviembre de 2019, el dúo anunciaba las grabaciones de una canción con Don Omar, tanteando un posible álbum o EP colaborativo a futuro. Debido a la cuarentena mundial por COVID-19, varias canciones tuvieron que ser mezcladas de manera separada, destacando el trabajo de su equipo para terminar el álbum en tres meses. Para la producción, fueron apoyados por colegas como Guelo Star, DJ Blass y Bad Bunny, este último aparece acreditado como “San Benito” en el álbum; además de DJ Orma, colaborador en «Safaera».
Bad Bunny ya había adelantado su participación durante el outro de su canción «En casita», publicada en abril. Dentro de las canciones producidas por el cantante, tanto «Tóxicos» como «La pega cuernos» usan el mismo sample de «Safaera».

## Sencillos
- «Anaranjado» junto a J Balvin fue publicado el 17 de julio de 2020, siendo este su tercera colaboración juntos.[14] Un vídeo musical fue publicado en el mismo día, con fondos y estética de color naranja.[15]

- «Perriando» fue publicado el 12 de agosto de 2020 junto a un vídeo musical, producido por Hero Kids y dirigido por Fernando Lugo.[16] Es una de las canciones producidas por Bad Bunny en el álbum.[11]

- «Tóxicos» fue el tercer sencillo desprendido, estrenado el 23 de septiembre del mismo año, fue nuevamente dirigido por Fernando Lugo, con una temática de una fiesta imaginaria en un hospital psiquiátrico.[17]

## Lista de canciones
Todas las canciones escritas y compuestas por Joel Muñoz y Randy Ortiz. 
| N.º | Título                                       | Productor(es)                               | Duración |  |
| 1.  | «Tóxicos»                                    | DJ Orma · San Benito                        | 2:31     |  |
| 2.  | «Bien arrebatao» (con Miky Woodz)            | DJ Orma · San Benito · Subelo NEO           | 3:32     |  |
| 3.  | «Perriando»                                  | DJ Orma · San Benito                        | 3:07     |  |
| 4.  | «Si se tiran» (con Don Omar)                 | DJ Blass · Fade · Josean Valle              | 3:35     |  |
| 5.  | «Hoy se chicha»                              | DJ Fermin Daddy · Jay Music · San Benito    | 2:34     |  |
| 6.  | «A mi sí me gusta» (con Barbie Rican)        | Los Hitmen · San Benito                     | 2:46     |  |
| 7.  | «La pega cuernos»                            | DJ Orma · San Benito · Subelo NEO           | 2:25     |  |
| 8.  | «Anaranjado» (con J Balvin)                  | Mosty · Keityl · Nyal · San Benito · Tezzel | 3:32     |  |
| 9.  | «Apaga la luz»                               | DJ Fermin Daddy · Los Hitmen                | 2:37     |  |
| 10. | «Reggaeton HP» (con De la Ghetto)            | DJ Fermin Daddy                             | 3:17     |  |
| 11. | «La golda»                                   | DJ Urba & Rome                              | 3:08     |  |
| 12. | «Se acabó la cuarentena» (con Kiko El Crazy) | Leo RD · San Benito                         | 2:47     |  |
| 13. | «Látigo»                                     | Urba & Rome                                 | 2:26     |  |
| 14. | «La parabi»                                  | San Benito                                  | 3:28     |  |

Notas
- «Si se tiran» contiene una interpolación lírica de «Pasto y pelea» por Don Omar.[13]
- «La golda» contiene una interpolación lírica de «Decídete / Budusca» por Maicol & Manuel.[13]

## Posicionamiento en listas
| Listas (2020)                        | Mejor posición |
| ------------------------------------ | -------------- |
| España (Top 100 Álbumes)             | 52             |
| Estados Unidos (Billboard 200)       | 159            |
| Estados Unidos (Latin Rhythm Albums) | 5              |
| Estados Unidos (Top Latin Albums)    | 5              |

| Listas (2020)                     | Posición |
| --------------------------------- | -------- |
| Estados Unidos (Top Latin Albums) | 64       |